# DXpedition

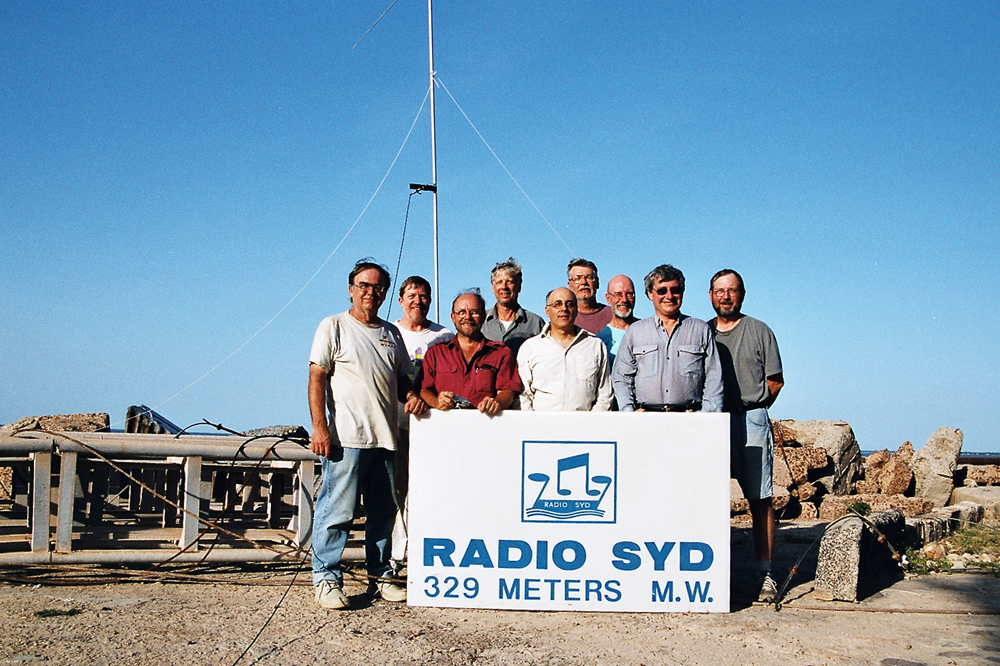
Internationale DXpeditions-Gruppe in Gambia (2003).

DXpedition (auch: DX-pedition) ist ein Kofferwort aus DXen (von DX für distant, also „entfernt“) und Expedition.
Speziell im Amateurfunk wird es gerne benutzt, um eine Reise zu einem entfernten Ort zu bezeichnen, der möglicherweise aufgrund seiner Abgelegenheit, wegen Zugangsbeschränkungen oder einfach, weil dort nur sehr wenige Funkamateure aktiv sind, eine „seltene“ und somit begehrte „Entität“ darstellt.

## Hintergrund
Bei vielen Amateurfunkwettbewerben (Contests) oder auch bei der Erringung von Amateurfunkdiplomen geht es darum, viele Funkverbindungen (QSOs) möglichst auch mit weit entfernten Amateurfunkstellen herzustellen (zu „arbeiten“). Manche entlegene Gebiete der Erde, wie einige Länder, Inseln, wie die Bouvetinsel, oder bestimmte Orte in einem geografischen Raster, wie dem QTH-Locator oder den CQ-Zonen, sind aber nur relativ selten „auf Sendung“ zu hören, beispielsweise, weil dort nur wenige Menschen wohnen.
Um dies wenigstens zeitweise zu ändern, werden nicht selten Expedition von Funkamateuren durchgeführt, die dort ihre Funkstationen aufbauen und so die Gebiete zumindest temporär „aktivieren“. In Deutschland werden DXpeditionen von der German DX Foundation (GDXF) organisiert und unterstützt.
Solche, als „exotisch“ angesehenen Amateurfunkstationen sind begehrte Funkpartner für QSOs und führen häufig zu Pile-ups aufgrund der vielen nahezu zeitgleich dort anstürmenden Funksignale.